# Tom Gola
Thomas Joseph "Tom" Gola (Filadelfia, Pensilvania; 13 de enero de 1933 − ibídem, 26 de enero de 2014) fue un baloncestista estadounidense que jugó durante 10 temporadas en la NBA. Con 1,98 metros de altura, lo hacía en la posición de escolta.

## Trayectoria deportiva

### Universidad
Gola destacó ya desde los tiempos del high school, donde estudió en el mismo centro que otro miembro del Basketball Hall of Fame, Paul Arizin. En 1951 entra a formar parte del equipo de los Explorers de la Universidad de La Salle, donde completa una carrera llena de éxitos en los cuatro años que permaneció allí. En su primera temporada ganaron el National Invitation Tournament, siendo nombrado co-MVP del torneo. 2 años más tarde se hicieron con el título grande, el de campeones de la NCAA, derrotando a la Universidad de Bradley en la final.
En sus cuatro años como universitario promedió 20,7 puntos y 18,7 rebotes por partido.

#### Logros en la NCAA
- Máximo reboteador de todos los tiempos (2201 rebotes).
- 4 veces elegido All-American (los 4 que participó).
- Mejor universitario del año (1954).
- Consiguió 102 victorias por 19 derrotas.
- Su camiseta con el número 15 fue retirada como homenaje.

### Profesional
Fue elegido en la tercera posición (elección territorial) del Draft de la NBA de 1955 por Philadelphia Warriors. Allí coincidió con Paul Arizin y Neil Johnston, y juntos le dieron a los Warriors el título de la NBA en 1956. La temporada siguiente se la perdió entera debido a una lesión, ocasión que aprovechó su equipo para hacerse con la super estrella Wilt Chamberlain. En 1960, con un equipo de lujo, lograron llegar a la final de la Conferencia Este, pero cayeron ante unos Boston Celtics que dominarían la liga en la década de los 60.
En la temporada 1962-63 el equipo se trasladó a San Francisco, y mediada la misma fue taspasado a  New York Knicks, donde jugó sus últimas 4 temporadas como profesional, retirándose con 33 años. En sus 10 años como profesional promedió 11,3 puntos y 7,8 rebotes por partido.

## Logros personales
- Es uno de los dos únicos jugadores que han ganado el NIT, la NCAA y la NBA.
- Miembro del Basketball Hall of Fame desde 1976.

## Estadísticas de su carrera en la NBA
|  | Denota temporadas en las que ganó un campeonato de la NBA |

### Temporada regular
| Año      | Equipo        | PJ  | MPP  | TC%  | TL%  | RPP  | APP | PPP  |
| -------- | ------------- | --- | ---- | ---- | ---- | ---- | --- | ---- |
| 1955–56† | Philadelphia  | 68  | 34.5 | .412 | .733 | 9.1  | 5.9 | 10.8 |
| 1957–58  | Philadelphia  | 59  | 36.0 | .415 | .746 | 10.8 | 5.5 | 13.8 |
| 1958–59  | Philadelphia  | 64  | 36.5 | .401 | .787 | 11.1 | 4.2 | 14.1 |
| 1959–60  | Philadelphia  | 75  | 38.3 | .433 | .794 | 10.4 | 5.5 | 15.0 |
| 1960–61  | Philadelphia  | 74  | 36.6 | .447 | .747 | 9.4  | 3.9 | 14.2 |
| 1961–62  | Philadelphia  | 60  | 41.0 | .421 | .765 | 9.8  | 4.9 | 13.7 |
| 1962–63  | San Francisco | 21  | 39.1 | .457 | .758 | 7.0  | 3.5 | 13.0 |
| 1962–63  | New York      | 52  | 35.5 | .460 | .784 | 7.1  | 4.3 | 12.0 |
| 1963–64  | New York      | 74  | 29.1 | .429 | .726 | 6.3  | 3.5 | 9.1  |
| 1964–65  | New York      | 77  | 22.4 | .448 | .739 | 4.1  | 2.9 | 7.0  |
| 1965–66  | New York      | 74  | 15.2 | .450 | .781 | 3.9  | 2.6 | 4.4  |
| Total    | Total         | 698 | 32.3 | .431 | .760 | 8.0  | 4.2 | 11.3 |
| All-Star | All-Star      | 4   | 17.5 | .414 | .556 | 2.8  | 1.8 | 7.3  |

### Playoffs
| Año   | Equipo       | PJ | MPP  | TC%  | TL%  | RPP  | APP | PPP  |
| ----- | ------------ | -- | ---- | ---- | ---- | ---- | --- | ---- |
| 1956† | Philadelphia | 10 | 36.0 | .355 | .783 | 10.1 | 5.8 | 12.3 |
| 1958  | Philadelphia | 8  | 40.9 | .330 | .745 | 10.5 | 4.0 | 13.8 |
| 1960  | Philadelphia | 9  | 37.8 | .412 | .806 | 10.6 | 5.6 | 12.6 |
| 1961  | Philadelphia | 3  | 42.3 | .206 | .750 | 12.3 | 5.0 | 9.7  |
| 1962  | Philadelphia | 9  | 35.1 | .271 | .760 | 8.2  | 2.7 | 6.3  |
| Total | Total        | 39 | 17.5 | .336 | .771 | 10.0 | 4.6 | 11.1 |